# Celerena extraluteata
Celerena extraluteata là một loài bướm đêm trong họ Geometridae.